# Сарата (Сарата)
Сарата (рум. Sărata) насеље је у Румунији у округу Бакау у општини Сарата. Oпштина се налази на надморској висини од 242 m.

## Становништво
Према подацима из 2002. године у насељу је живело 1833 становника, од којих су сви румунске националности.